# 왕신링
왕신링(중국어: 王心凌, 병음: Wáng Xīnlíng, 한자음: 왕심릉, 영어: Cyndi Wang 신디 왕[*], 1982년 9월 5일 ~ )은 대만의 여자 가수이자 배우이다.
2003년 발매한 첫 앨범 《Cyndi Begin...》을 시작으로 총 11개의 앨범을 냈다. 드라마 《미소파스타》, 《미락짜요》, 영화 《캔디 레인》 등에 출연하며 배우로도 활약하였다. 화강 예술학교 희극과를 졸업했다.

## 음반 목록
정규 음반
- 2003년: Begin...
- 2004년: Cyndi Loves You
- 2005년: Honey
- 2005년: Cyndi with U
- 2007년: Magic Cyndi
- 2007년: Fly!Cyndi
- 2009년: 심전심
- 2011년: (점점)²
- 2012년: 애불애
- 2014년: 10 번째 왕신링
- 2015년: 감요부감요
- 2018년: CYNDILOVES2SING 애신링
- 2023년: BITE BACK

정선 앨범
- 2005년: 섬요2005
- 2008년: Red Cyndi
- 2009년: 미려적일자
- 2020년: My Cyndi!

### 드라마
- 천국적가의 (2004년) - 도애청 역
- 미소파스타 (2006년) - 성효시 역
- 도화소매 (2009년)
- 미락짜요 (2011년)